# Regina Pasqua (circonscription saskatchewanaise)
Pour les articles homonymes, voir Regina (homonymie) et Pasqua.
Circonscription électorale provinciale du Canada
Regina Pasqua est une circonscription électorale provinciale de la Saskatchewan au Canada. Elle est représentée à l'Assemblée législative de la Saskatchewan depuis 2016.

## Géographie
La circonscription correspond à la partie sud-ouest de la ville de Regina.

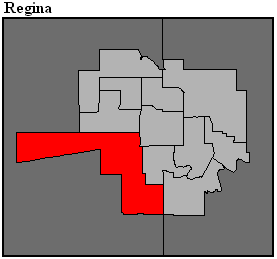
Frontière de la circonscription en 2016.
Frontière de la circonscription en 2022.

## Liste des députés
| Parlement                                                                                           | Années                                                                                              | Député                                                                                              | Député                                                                                              | Parti                                                                                               |
| Regina Pasqua                                                                                       | Regina Pasqua                                                                                       | Regina Pasqua                                                                                       | Regina Pasqua                                                                                       | Regina Pasqua                                                                                       |
| Circonscription issue de Regina South, Regina Lakeview, Regina Rosemont et Regina Qu'Appelle Valley | Circonscription issue de Regina South, Regina Lakeview, Regina Rosemont et Regina Qu'Appelle Valley | Circonscription issue de Regina South, Regina Lakeview, Regina Rosemont et Regina Qu'Appelle Valley | Circonscription issue de Regina South, Regina Lakeview, Regina Rosemont et Regina Qu'Appelle Valley | Circonscription issue de Regina South, Regina Lakeview, Regina Rosemont et Regina Qu'Appelle Valley |
| --------------------------------------------------------------------------------------------------- | --------------------------------------------------------------------------------------------------- | --------------------------------------------------------------------------------------------------- | --------------------------------------------------------------------------------------------------- | --------------------------------------------------------------------------------------------------- |
| 28e                                                                                                 | 2016–2020                                                                                           | | Muhammad Fiaz                                                                                       | Saskatchewanais                                                                                     |
| 29e                                                                                                 | 2020–2024                                                                                           | | Muhammad Fiaz                                                                                       | Saskatchewanais                                                                                     |
| 30e                                                                                                 | 2024–en cours                                                                                       | | Bhajan Brar (en)                                                                                    | Néo-démocrate                                                                                       |